# Johann Michael Sattler

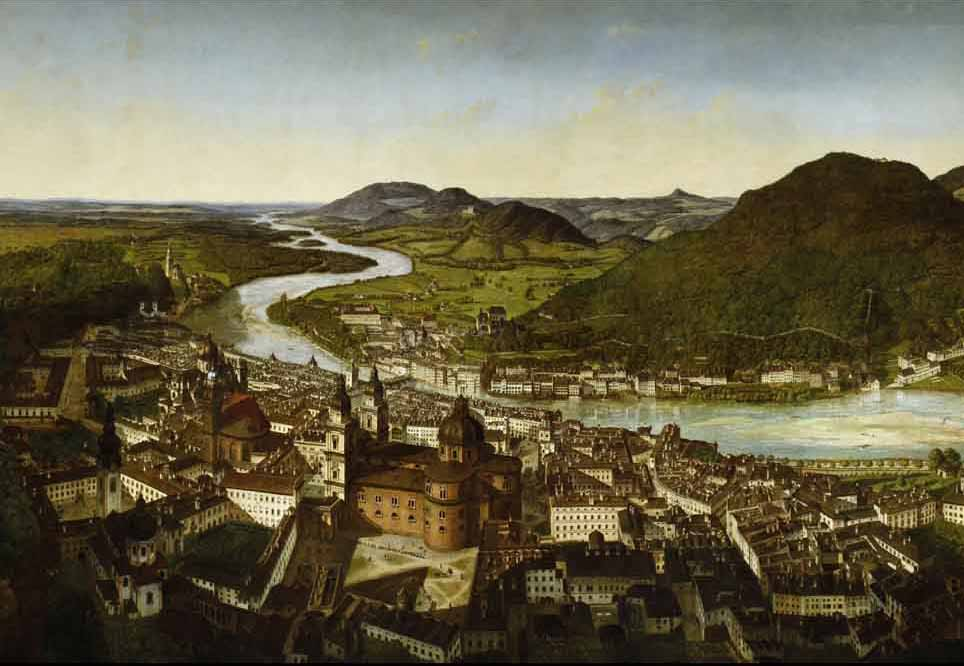
Detail aus dem „Sattler-Panorama“.

Johann Michael Sattler (* 28. September 1786 in Neuberg bei Herzogenburg, Niederösterreich; † 27. September 1847 in Mattsee, Land Salzburg) war ein österreichischer Porträt- und Landschaftsmaler des 19. Jahrhunderts und Schöpfer des bekannten Sattler-Panoramas.

## Leben
Sattler besuchte ab 1804 die Wiener Akademie unter Hubert Maurer und verdiente sich anschließend als Porträtmaler. 1816 heiratete er Anna Maria Kittenberger, die Ziehtochter und Universalerbin seines Freundes und ehemaligen Lehrers Maurer. 1819 kam er nach Salzburg, 1824 erhielt er den Auftrag, den eben in Salzburg weilenden Kaiser Franz I. zu porträtieren. Dieser war von der Schönheit der Stadt und den Künsten Sattlers dermaßen angetan, dass er den Wunsch äußerte, „Salzburg mit seiner romantischen Umgebung als Panorama dargestellt zu sehen“.
Johann Michael Sattler begann daraufhin noch im selben Jahr mit seinen Vorskizzen zu dem später weltberühmten Rundbild und vollendete es 1829 unter Mithilfe von Friedrich Loos und Johann Josef Schindler. Nach der Fertigstellung des Stadtpanoramas reiste er mit seiner Frau und seinen beiden Kindern bis 1839 durch Europa und zeigte es in zahlreichen Städten. Sattler trug damit wesentlich zur Entdeckung der landschaftlichen Reize der Stadt Salzburg bei und kann heute gewissermaßen als deren erster Tourismuswerber betrachtet werden.
Sattlers Sohn Hubert schenkte das Ölgemälde 1870 der Stadt Salzburg. 1875 wurde es in einem eigens dafür erbauten Pavillon im Kurgarten aufgestellt. Später kam es in das Salzburger Museum Carolino Augusteum und wurde bei dessen Zerstörung im Zweiten Weltkrieg beschädigt, heute ist es im Panorama Museum Salzburg ausgestellt.
Die Stadt Salzburg ehrte Johann Michael Sattler am 6. Mai 1829 anlässlich der Fertigstellung des Panoramas mit dem Ehren-Bürgerrecht der Stadt. Nach seinem Ableben fand er seine vorerst letzte Ruhestätte auf dem Sebastiansfriedhof, nach der Eröffnung der Familiengruft am Salzburger Kommunalfriedhof wurde er dort zur Ruhe gebettet.

## Nachleben
Eine vom Salzburger Komponisten Hartmut Schmidt komponierte Johann-Michael-Sattler-Suite wurde 2015 uraufgeführt. Das Werk schildert das Leben des Malers und die Entstehung des Panoramabildes.